# نشریه هاکافاشیست
نشریهٔ هاکافاشیست (به فارسی: ضد فاشیست) نشریه‌ای است به زبان ارمنی که از سال ۱۳۲۳ خورشیدی (۱۹۴۴ میلادی) و در تبریز منتشر می‌شد.
بعد از اشغال ایران در آذربایجان روزانه منتشر می‌شده‌است. در بالای روزنامه نوشته شده بود «ارگان ضدفاشیست آذربایجان» و محل اداره «تبریز مغازه‌های سنگ - کلوپ حزب توده». این روزنامه یک سال و نیم منتشر می‌شده‌است.